# Tihe
Tihe (rimska Fortuna) je v grški mitologiji boginja, ki podeljuje srečo in obilje mestu ter tako uravnava njegovo usodo.
V literaturi se pojavljata dve različici glede njenega izvora: hčerka Hermesa in Afrodite, hčerka Oceanija in Tetis ali pa hčerka Zevsa in Pindar.